# In/Casino/Out
Albums de At the Drive-In
El Gran Orgo
(1997) Vaya
(1999)
In/Casino/Out est le deuxième album du groupe américain de Post-hardcore At the Drive-In, publié le 18 août 1998 par Fearless Records.

## Liste des chansons
Toute la musique est composée par At the Drive-In.
| 1.    | Alpha Centauri            | 3:13 |
| 2.    | Chanbara                  | 2:59 |
| 3.    | Hulahoop Wounds           | 3:24 |
| 4.    | Napoleon Solo             | 4:48 |
| 5.    | Pickpocket                | 2:38 |
| 6.    | For Now... We Toast       | 3:02 |
| 7.    | A Devil Among the Tailors | 3:12 |
| 8.    | Shaking Hand Incision     | 3:36 |
| 9.    | Lopsided                  | 4:41 |
| 10.   | Hourglass                 | 3:25 |
| 11.   | Transatlantic Foe         | 3:37 |
| 38:39 |                           |      |